# Gabriele Vianello
Pour les articles homonymes, voir Vianello.
Gabriele Vianello, né le 6 mai 1938, à Venise, en Italie, est un ancien joueur italien de basket-ball.

## Palmarès
- Coupe des clubs champions 1966
- Champion d'Italie 1961, 1963, 1965, 1966, 1967
- Finaliste des Jeux méditerranéens de 1967
- Finaliste de l'Universiade d'été de 1959